# Ogose
Ogose (越生町?) è una cittadina giapponese della prefettura di Saitama.